# Бридж-Ривер-Конс
Бридж-Ривер-Конс (англ. Bridge River Cones) — вулканическое поле, располагается в штате Британская Колумбия, Канада.
Бридж-Ривер-Конс находится в 40 километрах к западу от городка Голд-Бридж. Состоит из стратовулкана Тубер-Хилл, невысоких конусов, состоящих из базальтов и трахибазальтов, тефры, застывших пирокластических потоков, максимальная длина некоторых достигает 6 километров. Некоторые конусы покрыты снегом.
Первые вулканические конусы сформировались в данном районе в эпоху плейстоцена. С помощью аргонной датировки период первой вулканической деятельности можно назвать между 970 000—590 000 лет назад. На севере вулканического поля находится стратовулкан, состоящий из базальтов, который сформировался 600 000 лет. Окружающая местность в тот период была покрыта ледником и тоже повлияла на геологию местного рельефа. Вулканическая активность чередовалась неоднократным оледенением. По мнению некоторых учёных, что современный рельеф сформировался 1500 лет назад, тогда возможно произошла последняя вулканическая активность.